# Shamrock Lakes
Shamrock Lakes é uma cidade  localizada no estado americano de Indiana, no Condado de Blackford.

## Demografia
Segundo o censo americano de 2000, a sua população era de 168 habitantes.
Em 2006, foi estimada uma população de 159, um decréscimo de 9 (-5.4%).

## Geografia
De acordo com o United States Census Bureau tem uma área de
0,8 km², dos quais 0,7 km² cobertos por terra e 0,1 km² cobertos por água.

## Localidades na vizinhança
O diagrama seguinte representa as localidades num raio de 16 km ao redor de Shamrock Lakes.